# Turbón
De Turbón is een kale berg in de Spaanse Pyreneeën van 2492 meter hoog. Hij is gelegen in de comarca Ribagorza, in de provincie Huesca in Aragón.

## Geologie
De berg bestaat uit een gecementeerde Mesozoïsche kalksteen en is door de calciet-cementatie bijzonder competent geworden ten opzichte van de recessievere omgeving van de berg. Dit, in combinatie met de overschuivingen die de zuidrand van de Pyreneeën markeren, heeft ervoor gezorgd dat de Turbón uitsteekt in het landschap. Circa 5 maanden per jaar is de top met sneeuw bedekt en er ontspringen enkele bronnen die winbaar bronwater opleveren.
In vroeger tijden was de Turbón een verblijfplaats voor rovers en er werden heksenvergaderingen gehouden. Tegenwoordig wordt de Turbón gebruikt voor alpinisme en er is een aantal wandelroutes uitgezet.

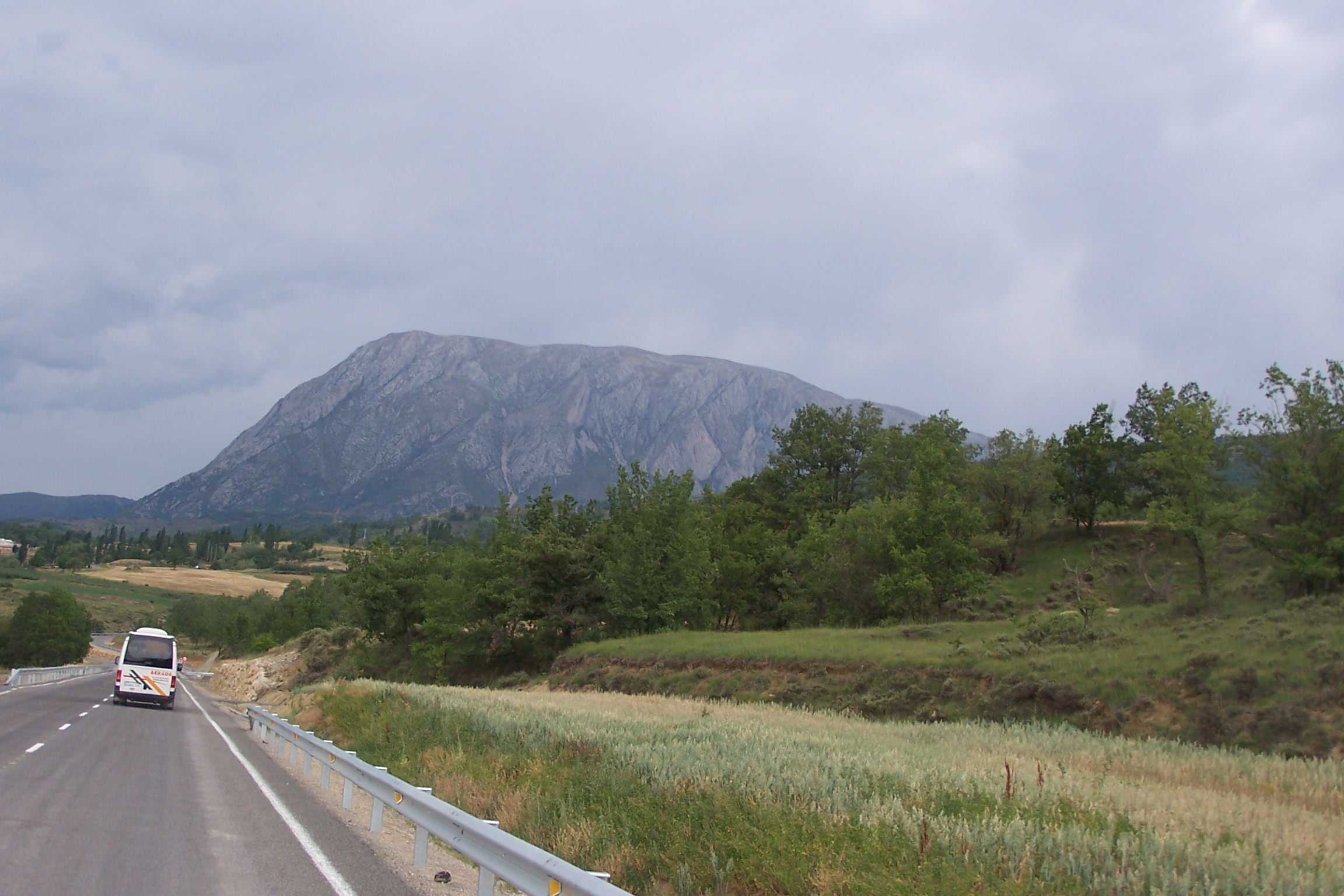
Turbón die uitsteekt boven de rest van het landschap